# Maximilian Graf von Wiser

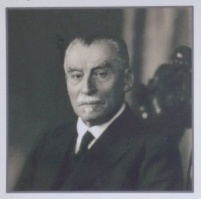
Maximilian Graf von Wiser

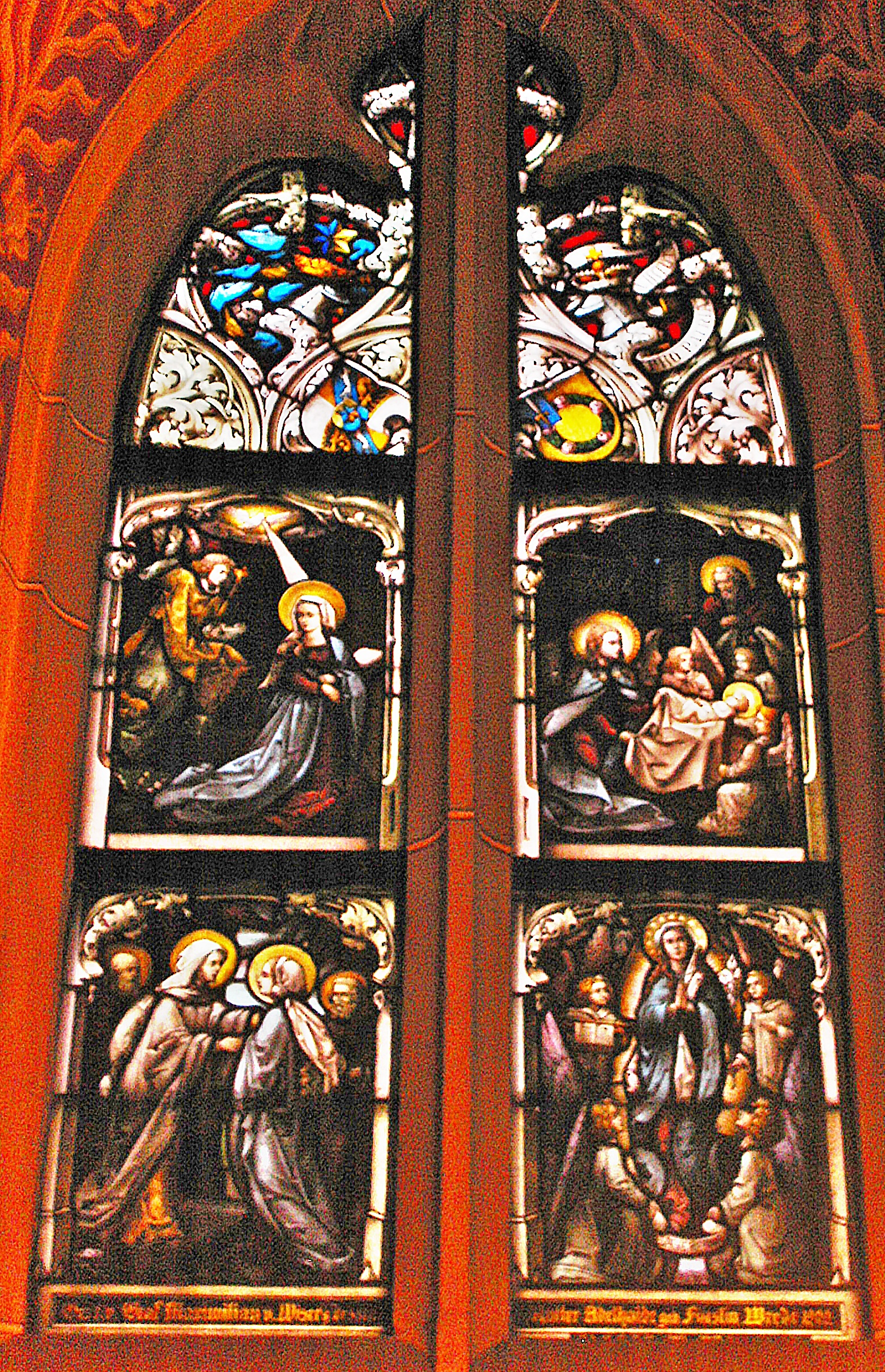
Fenster der Gnadenkapelle Leutershausen, gestiftet von Graf Maximilian von Wiser und seiner Mutter, mit den entsprechenden Familienwappen im Oberteil

Maximilian Friedrich Joseph Graf von Wiser (* 24. Juli 1861 in Mainz-Kostheim; † 22. Dezember 1938 in Bad Eilsen) war herzoglich sachsen-meiningischer Kammerherr, Geheimer Medizinalrat und ein berühmter deutscher Augenarzt.

## Leben
Wiser entstammte der Linie Wiser-Siegelsbach der Grafen von Wiser. Er war zunächst Assistenz- und Oberarzt an der Universitäts-Augenklinik in Bonn und eröffnete im Jahr 1900 in Mainz eine eigene Praxis. 1907 siedelte er nach Wiesbaden über, 1909 nach London. Im Jahr 1913 übernahm er die „Landes-Augenheilanstalt Herzogin Charlotte“ in Bad Liebenstein, die unter seiner Leitung Weltruhm erlangte und wo er während des Ersten Weltkriegs im Gaskrieg erlittene Augenverletzungen von Soldaten behandelte. Im Jahre 1920 wurde die Augenheilanstalt Charlotte  fertiggestellt, dessen Leitung Graf Wiser bis 1928 innehaben sollte. Danach ging er nach Bad Eilsen, wo er eine weitere international bekannte Augenklinik gründete.
Durch seine neuen und alternativen Behandlungsmethoden, wie etwa Augenkompressen mit Zitronenmelisse, reformierte er die Augenheilkunde und war Wegbereiter der Bates-Lehre in Deutschland.
Er war zweimal verheiratet, doch blieben beide Ehen kinderlos, so dass mit seinem Tod im Jahr 1938 die Linie Wiser-Siegelsbach der Grafen von Wiser erlosch.
Graf Maximilian von Wiser stiftete zusammen mit seiner Mutter Adelaide geb. Fürstin von Wrede, Enkeltochter des bayerischen Feldmarschalls Fürst Carl Philipp von Wrede, das einzige Fenster der Gnadenkapelle in der Wallfahrtskirche St. Johannes Baptist zu Leutershausen. Im Oberteil befinden sich die entsprechenden Familienwappen, Wiser links und Wrede rechts.

## Schriften
- Achsendrehung einer Parovarialcyste. Henry, Bonn 1895.
- Vorbeugung und Heilung von Augenleiden. 3 Bände. Wilkens, Hannover 1946.
- Die Erhaltung des Augenlichtes: Die Gefahren der Kurzsichtigkeit und deren Verhütung durch sachgemäße Behandlung. Ritter, Berlin 1927.